# Лимбург, Хельге
Хельге Штефан Лимбург (нем. Helge Stefan Limburg; род. 25 октября 1982, Ганновер) — немецкий политический деятель и депутат ландтага Нижней Саксонии от партии Союз 90/Зелёные. Возглавляет фракцию.

## Биография
Хельге Лимбург вырос в семье лютеранского пастора. По окончании школы в 2002 году он отслужил в амбулаторном центре помощи пожилым людям в Беверн-Штадтольдендорф.
Лимбург изучал юридические науки и закончил в 2005—2006 годах зарубежный семестр в Стамбуле. В мае 2008 года он окончил Бременский университет, успешно сдав первый государственный юридический экзамен. Лимбург специализируется на трудовом праве. В 2017 году Лимбург закончил заочное обучение и получил степень магистра права (LL.M.) в заочном университете Хагена.

## Политика
Лимбург рано начал заниматься политикой. В 2001—2005 годах был членом коллегии Союза 90/Зеленые в Хольцминдене, с 2002 по 2004 был членом правления молодежной организации Партии Зелёных земли Нижняя Саксония. В 2004 Лимбург был соучредителем зелёного кампуса в Бремене и работал до 2005 года в качестве первого секретаря.
С 2006 по 2007 был первым секретарем правления молодежной организации Партии Зелёных земли Нижняя Саксония  и выиграл выборы в 27 сентября. В ноябре 2008 был избран Парламентским руководителем фракции. В январе 2013 года Лимбург снова победил на выборах в ландтаг Нижней Саксонии. Он является членом совета фракции, Парламентским руководителем фракции, а также парламентским управляющим и представителем по вопросам правовой политики, конституционных вопросов, а также вопросов внутренней безопасности/спецслужб.
Лимбург неоднократно критиковал наблюдение за партией «Левые» спецслужбой Нижней Саксонии. Также критиковал практику наблюдения за левыми группами в годы правления министра внутренних дел Нижней Саксонии Уве Шюнеманна (партия ХДС).
Лимбург выступал за возможности улучшений в области ресоциализации несовершеннолетних правонарушителей и раскритиковал строительство части приватизированной тюрьмы в Бремерфёрде через тогдашнее черно-желтое правительство земли Нижняя Саксония.
Ещё одним направлением его работы является борьба с правым экстремизмом.
Лимбург неоднократно выступал за введение запрета Национально-демократической партии Германии (NPD) и критиковал долгое пренебрежение этим вопросом тогдашнего министра внутренних дел Нижней Саксонии Уве Шюнеманна.

## Личная жизнь
Хельге Лимбург женат и отец двух дочерей.